# International Society of Bassists
Die International Society of Bassists (ISB) ist als Non-Profit-Organisation eine internationale Gesellschaft für alle am Instrument Kontrabass Interessierten, sowohl für Profimusiker als auch für Amateure, Lehrende und Instrumentenbauer. Die Gesellschaft hat Mitglieder in über 40 Ländern; derzeitiger Präsident (Stand 2021) ist Douglas Mapp, Kontrabassist und Professor an der Rowan University.

## Geschichte und Aktivitäten
Der Kontrabassvirtuose Gary Karr (1941–2025) gründete im Jahr 1967 das International Institute for String Bass (IISB). Nachdem die Aktivitäten dieser Gesellschaft von 1972 bis 1974 ruhten, wurde sie von Barry Green (ehemaliger Solo-Kontrabassist des Cincinnati Symphony Orchestra) als leitendem Geschäftsführer neu begründet.
Die ISB organisiert alle zwei Jahre Conventions, in deren Rahmen Musikwettbewerbe in verschiedenen Sparten (u. a. Solo-Performance, Jazz-Performance, Orchester-Performance, Lehre, Instrumentenbau) sowie Kompositionswettbewerbe, Forschungswettbewerbe, Workshops, Vorträge und Konzerte stattfinden. Zu den Preisträgern der ISB-Awards zählen international bekannte Musiker aus den Bereichen Klassik und Jazz sowie Komponisten und Musikpädagogen, zum Beispiel Edgar Meyer, Gary Karr, Božo Paradžik, Duncan McTier, Klaus Stoll, François Rabbath, Stefano Scodanibbio, Dave Holland, John Clayton, Ray Brown, Ron Carter, Charlie Haden, Rufus Reid, John Patitucci, Christian McBride, Renaud Garcia-Fons, Eddie Gomez, Stanley Clarke, Milton Hinton und Gunther Schuller.
Die ISB gibt zusätzlich zu ihrem regelmäßigen Newsletter drei Mal jährlich das Magazin Bass World für Solisten, Orchestermitglieder und Jazz-Bassisten heraus. Es beinhaltet verschiedene Kolumnen, unter anderem Porträts von Musikern mit Interviews, Informationen über aktuelle Veröffentlichungen von Tonaufnahmen, Tipps für Lehrende, Empfehlungen zu Pflege und Reparaturen von Instrumenten sowie auch Seiten für Kinder.
Zudem ist die ISB Herausgeber des kostenlosen Online Journal of Bass Research, einer Fachzeitschrift mit wissenschaftlichen Berichten über die Geschichte und Entwicklung des Kontrabasses und ihm verwandter Instrumente, Spieltechnik, Repertoire sowie Rezensionen über fachspezifische Veröffentlichungen.

## Karr-Koussevitzky-Kontrabass
Im Jahr 2004 spendete Gary Karr der ISB den wertvollen Kontrabass des Virtuosen Serge Koussevitzky, den er selbst als Geschenk von Koussevitzkys Witwe erhalten hatte. Karr spielte über 40 Jahre auf dem Instrument und machte damit auch den größten Teil seiner Tonaufnahmen. Der sogenannte Karr-Koussevitzky-Bass wird von der ISB in 2-jährigem Turnus Mitgliedern für Konzerte und für Einspielungen von Aufnahmen zur Verfügung gestellt.